# Providence and Worcester Railroad
| \| \| \| Strecken von Bristol und New York City \| \| \| \| 0,0 \| Providence, RI \| Providence, RI \| \| \| \| East Providence, RI \| \| \| \| \| ehem. Verbindungsstrecke \| \| \| \| \| Red Bridge, RI \| \| \| \| \| Strecke nach East Junction \| \| \| \| 5,6 \| Lawn, RI (früher Woodlawn) \| Lawn, RI (früher Woodlawn) \| \| \| \| Strecke nach Saylerville RI (ex MOV) \| \| \| \| 7,2 \| Pawtucket, RI \| Pawtucket, RI \| \| \| \| Strecke nach Boston (Boston Switch) \| \| \| \| 8,1 \| Central Falls, RI \| Central Falls, RI \| \| \| \| \| \| \| \| 10,0 \| Valley Falls, RI \| Valley Falls, RI \| \| \| 11,4 \| Lonsdale, RI \| Lonsdale, RI \| \| \| 14,3 \| Berkeley, RI \| Berkeley, RI \| \| \| 15,3 \| Ashton, RI \| Ashton, RI \| \| \| 18,0 \| Albion, RI \| Albion, RI \| \| \| 20,4 \| Manville, RI \| Manville, RI \| \| \| ? \| Hamlet, RI \| Hamlet, RI \| \| \| \| Strecke von Boston \| \| \| \| 26,4 \| Woonsocket, RI \| Woonsocket, RI \| \| \| \| Strecke nach Harrisville \| \| \| \| ? \| Waterford, RI \| Waterford, RI \| \| \| \| Strecke von Boston \| \| \| \| 29,0 \| Blackstone, MA \| Blackstone, MA \| \| \| \| Strecke nach Willimantic \| \| \| \| 32,7 \| Millville, MA \| Millville, MA \| \| \| 40,1 \| Uxbridge, MA \| Uxbridge, MA \| \| \| 43,0 \| Whitins, MA \| Whitins, MA \| \| \| \| Anschlussgleis \| \| \| \| 49,9 \| Northbridge, MA \| Northbridge, MA \| \| \| 53,1 \| South Grafton, MA (früher Farnumsville) \| South Grafton, MA (früher Farnumsville) \| \| \| 55,4 \| Saundersville, MA \| Saundersville, MA \| \| \| 56,5 \| Wilkinsonville, MA \| Wilkinsonville, MA \| \| \| 60,7 \| Milbury, MA \| Milbury, MA \| \| \| ? \| Quinsigamond, MA \| Quinsigamond, MA \| \| \| \| Verbindungsgleis Richtung New London \| \| \| \| 68,7 \| South Worcester, MA \| South Worcester, MA \| \| \| \| Strecke von New London \| \| \| \| \| Strecke Boston–Albany (ex B&A) \| \| \| \| \| Strecke von Albany \| \| \| \| 70,2 \| Worcester, MA Union Station \| Worcester, MA Union Station \| \| \| \| Strecke nach Gardner \| \| \| \| \| Strecke nach Boston \| \| |      |                                         |                                         |
| Strecke · Strecke |      | Strecken von Bristol und New York City  | Strecken von Bristol und New York City  |
| Strecke · Bahnhof | 0,0  | Providence, RI                          | Providence, RI                          |
| Dienststation / Betriebs- oder Güterbahnhof · Strecke |      | East Providence, RI                     | East Providence, RI                     |
| Abzweig geradeaus, ehemals nach links und ehemals von links · Abzweig geradeaus und ehemals nach rechts |      | ehem. Verbindungsstrecke                | ehem. Verbindungsstrecke                |
| Dienststation / Betriebs- oder Güterbahnhof · Strecke |      | Red Bridge, RI                          | Red Bridge, RI                          |
| Abzweig geradeaus und nach rechts · Strecke |      | Strecke nach East Junction              | Strecke nach East Junction              |
| Strecke · Dienststation / Betriebs- oder Güterbahnhof | 5,6  | Lawn, RI (früher Woodlawn)              | Lawn, RI (früher Woodlawn)              |
| Strecke · Abzweig geradeaus und nach links |      | Strecke nach Saylerville RI (ex MOV)    | Strecke nach Saylerville RI (ex MOV)    |
| Strecke · Dienststation / Betriebs- oder Güterbahnhof | 7,2  | Pawtucket, RI                           | Pawtucket, RI                           |
| Kreuzung geradeaus oben · Abzweig geradeaus und nach rechts |      | Strecke nach Boston (Boston Switch)     | Strecke nach Boston (Boston Switch)     |
| Strecke · ehemaliger Haltepunkt / Haltestelle | 8,1  | Central Falls, RI                       | Central Falls, RI                       |
| Verschwenkung nach links · Verschwenkung nach rechts |      |                                         |                                         |
| Dienststation / Betriebs- oder Güterbahnhof | 10,0 | Valley Falls, RI                        | Valley Falls, RI                        |
| Dienststation / Betriebs- oder Güterbahnhof | 11,4 | Lonsdale, RI                            | Lonsdale, RI                            |
| Dienststation / Betriebs- oder Güterbahnhof | 14,3 | Berkeley, RI                            | Berkeley, RI                            |
| Dienststation / Betriebs- oder Güterbahnhof | 15,3 | Ashton, RI                              | Ashton, RI                              |
| Dienststation / Betriebs- oder Güterbahnhof | 18,0 | Albion, RI                              | Albion, RI                              |
| ehemaliger Bahnhof | 20,4 | Manville, RI                            | Manville, RI                            |
| ehemaliger Haltepunkt / Haltestelle | ?    | Hamlet, RI                              | Hamlet, RI                              |
| Abzweig geradeaus und von rechts |      | Strecke von Boston                      | Strecke von Boston                      |
| Dienststation / Betriebs- oder Güterbahnhof | 26,4 | Woonsocket, RI                          | Woonsocket, RI                          |
| Abzweig geradeaus und nach links |      | Strecke nach Harrisville                | Strecke nach Harrisville                |
| ehemaliger Haltepunkt / Haltestelle | ?    | Waterford, RI                           | Waterford, RI                           |
| Abzweig geradeaus und ehemals von rechts |      | Strecke von Boston                      | Strecke von Boston                      |
| Dienststation / Betriebs- oder Güterbahnhof | 29,0 | Blackstone, MA                          | Blackstone, MA                          |
| Abzweig geradeaus und ehemals nach links |      | Strecke nach Willimantic                | Strecke nach Willimantic                |
| Dienststation / Betriebs- oder Güterbahnhof | 32,7 | Millville, MA                           | Millville, MA                           |
| Dienststation / Betriebs- oder Güterbahnhof | 40,1 | Uxbridge, MA                            | Uxbridge, MA                            |
| Dienststation / Betriebs- oder Güterbahnhof | 43,0 | Whitins, MA                             | Whitins, MA                             |
| Abzweig geradeaus und nach links |      | Anschlussgleis                          | Anschlussgleis                          |
| Dienststation / Betriebs- oder Güterbahnhof | 49,9 | Northbridge, MA                         | Northbridge, MA                         |
| Dienststation / Betriebs- oder Güterbahnhof | 53,1 | South Grafton, MA (früher Farnumsville) | South Grafton, MA (früher Farnumsville) |
| Dienststation / Betriebs- oder Güterbahnhof | 55,4 | Saundersville, MA                       | Saundersville, MA                       |
| Dienststation / Betriebs- oder Güterbahnhof | 56,5 | Wilkinsonville, MA                      | Wilkinsonville, MA                      |
| Dienststation / Betriebs- oder Güterbahnhof | 60,7 | Milbury, MA                             | Milbury, MA                             |
| Dienststation / Betriebs- oder Güterbahnhof | ?    | Quinsigamond, MA                        | Quinsigamond, MA                        |
| Abzweig geradeaus und nach links |      | Verbindungsgleis Richtung New London    | Verbindungsgleis Richtung New London    |
| Dienststation / Betriebs- oder Güterbahnhof | 68,7 | South Worcester, MA                     | South Worcester, MA                     |
| Abzweig geradeaus und von links |      | Strecke von New London                  | Strecke von New London                  |
| Kreuzung geradeaus unten |      | Strecke Boston–Albany (ex B&A)          | Strecke Boston–Albany (ex B&A)          |
| Abzweig geradeaus und von rechts |      | Strecke von Albany                      | Strecke von Albany                      |
| ehemaliger Bahnhof | 70,2 | Worcester, MA Union Station             | Worcester, MA Union Station             |
| Abzweig geradeaus und nach links |      | Strecke nach Gardner                    | Strecke nach Gardner                    |
| Strecke |      | Strecke nach Boston                     | Strecke nach Boston                     |

Die Providence and Worcester Railroad (P&W, PW) ist eine amerikanische Eisenbahngesellschaft in Rhode Island, Massachusetts, Connecticut und New York. Sie betreibt den Güterverkehr auf der nördlichen Northeast Corridor Strecke in Neuengland zwischen New York und Providence sowie auf einigen eigenen Strecken in Connecticut, Rhode Island und Massachusetts.

## Geschichte
Die Gesellschaft wurde am 12. März 1844 in Massachusetts und im Mai des gleichen Jahres in Rhode Island jeweils eigenständig gegründet. Der Streckenbau zwischen Providence und Worcester begann 1845 und am 27. September konnte der erste Abschnitt von Providence bis Millville eröffnet werden. Die übrige Strecke folgte wenige Wochen später am 20. Oktober 1845. Die Gesellschaften in Massachusetts und Rhode Island fusionierten schließlich am 25. November 1845. Der etwa acht Kilometer lange Abschnitt von Providence bis zum Abzweig von der Strecke nach Boston („Boston Switch“) und der Bahnhof in Providence gehörten zu gleichen Teilen der P&W und der Boston and Providence Railroad.
Am 2. Juni 1868 pachtete die P&W zunächst für fünf Jahre die Milford and Woonsocket Railroad, die eine Strecke von Bellingham Junction nach Milford betrieb. Mit Eröffnung der Hopkinton Railway von Milford nach Ashland 1872 leaste die P&W auch diese Bahn. Die Pachtverträge wurde später bis zum 1. Mai 1883 verlängert, danach jedoch aufgelöst. 1875 eröffnete die P&W eine Zweigstrecke von East Providence nach Valley Falls, die nur dem Güterverkehr diente.

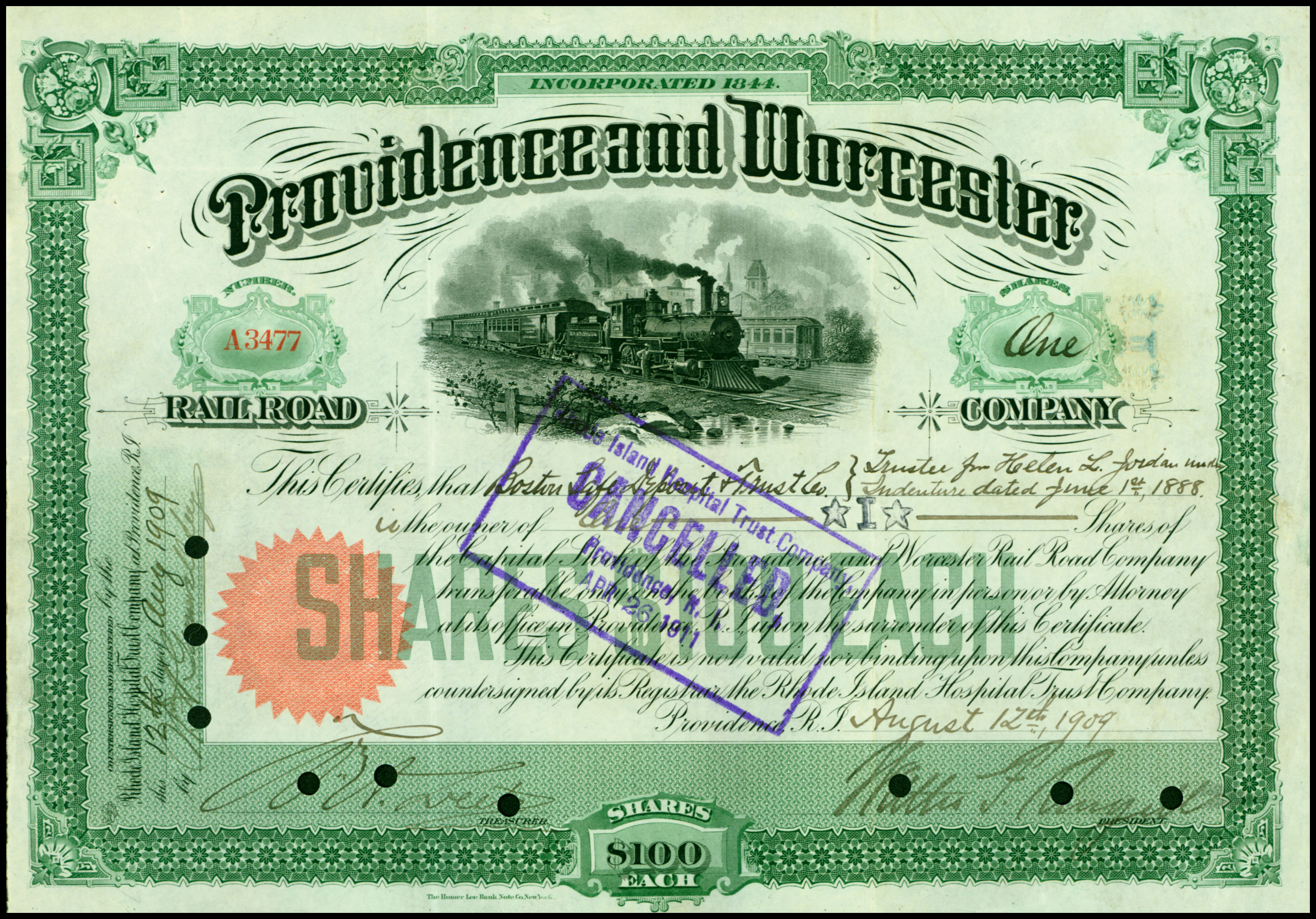
Aktie der Providence and Worcester Railroad Company vom 12. August 1909

1888 wurde die Gesellschaft an die New York, Providence and Boston Railroad verpachtet. Diese wurde 1892 von der New York, New Haven and Hartford Railroad (New Haven). Infolgedessen wurde die Providence&Worcester ab dem 1. Juli 1892 für 99 Jahre direkt an die New York, New Haven and Hartford Railroad (New Haven) verpachtet. 1968 wurde die insolvente New Haven in die neugegründete Penn Central integriert. Die angebotenen Vertragsbedingungen entsprachen jedoch nicht den Vorstellungen der Providence&Worcester. Um bessere Bedingungen beim Gesellschaftsvertrag zu erzielen, wurde im Sommer 1968 die Gesellschaft in Delaware neu gegründet. Ein Bundesgericht bestätigte schließlich das Ende des bestehenden Leasingvertrages zum 31. Dezember 1968 (Fusion der New Haven in die Penn Central). Die Interstate Commerce Commission ordnete jedoch den Weiterbetrieb der Strecken durch die Penn Central bis zum Abschluss der notwendigen Anhörungen an. Im April 1970 beantragte die P&W den selbständigen Betrieb. Die PC widersprach diesem Ansinnen, da sie eine Gefahr für ihr eigenes Geschäft in dieser Region sah. Nachdem im Juni 1971 ein Prüfer der ICC den selbständigen Betrieb befürwortete, entschied schließlich auch im März 1972 die ICC zugunsten der Providence&Worcester. Nachdem schließlich auch im November 1972 gerichtlich die Nutzung der Bahnhöfe in Providence und Worcester geklärt war, begann die Gesellschaft am 3. Februar 1973 den eigenständigen Betrieb.
Mit der Aufteilung der Conrail auf Norfolk Southern Railway und CSX 1999 übernahm die P&W den Güterverkehr auf der Nordostkorridorstrecke zwischen New York und Providence und erwarb einige Strecken, unter anderem Groton–Worcester, Worcester–Gardner, New Haven–Middletown, Laurel–Hartford sowie einige kürzere Zweigstrecken, von denen heute ein großer Teil stillgelegt ist.
Zum 1. November 2016 wurde die Shortline durch Genesee and Wyoming übernommen.

## Personenverkehr
Das Beförderungsaufkommen im Großraum Providence war in der Blütezeit der Eisenbahn sehr stark. Der Fahrplan vom 5. Oktober 1913 sah an Werktagen zehn Zugpaare Providence–Worcester, 16 Zugpaare Providence–Blackstone sowie unfahrplanmäßig verkehrende Einsatzzüge zwischen Providence und Lonsdale vor. An Sonntagen fuhren vier Züge bis Worcester und neun weitere bis Blackstone.
Diese Zugdichte ging nach der Weltwirtschaftskrise enorm zurück. Nach dem Fahrplan vom 15. Januar 1934 gab es damals auf der Stammstrecke der P&W nur noch zwei werktägliche Zugpaare Providence–Worcester. Kurz darauf wurde der Personenverkehr ganz eingestellt.